# Каравон
Каравон — местная традиция, ансамбль, Всероссийский фестиваль русского фольклора, русский народный праздник в Республике Татарстан.
С 2003 года по Указу Президента Республики Татарстан является государственным праздником и ежегодно проводится в селе Никольское Лаишевского района вместе с одноимённым республиканским фестивалем русского фольклора, который проводится под патронажем Министерства культуры Республики Татарстан с 1993 года.

## История
По утверждению местных фольклористов празднику более трехсот лет и его корни уходят в XVI век, когда он отмечался как престольный праздник «День святителя и чудотворца Николая» в мае в течение трех дней.
В самом начале праздника всегда проводилась церковная служба в местном храме. По завершении службы крестьяне шли домой к праздничным столам. После чего на улице устраивали гулянья и хоровод. По старинной традиции участники хоровода держась за мизинцы друг друга ходили «каравонным» (или «утиным») шагом, то уменьшая, то увеличивая хоровод, вращая его «по солнцу». В это время часто играли свадьбы, которые справляли, как говорится, всем миром.
Отмечался этот праздник регулярно, но в 1950-х годах был запрещен советской властью, как религиозный. Возрожден этот праздник был лишь в 1990-е годы, благодаря старожилам села и народному фольклорному ансамблю «Каравон», созданному в 1988 году работниками дома культуры с участием носителей традиции.